# ヨゼフ・サボフチク
ヨゼフ・サボフチク（Jozef Sabovčík、1963年12月4日 - ）は、チェコスロバキア出身の男性フィギュアスケート選手。1984年サラエボオリンピック男子シングル銅メダリスト。1985年、1986年ヨーロッパフィギュアスケート選手権男子シングルチャンピオン。

## 経歴
- 1963年12月4日、ブラチスラヴァに生まれる。
- 祖母といっしょにスケート場へ行ったことをきっかけに7歳でスケートを始める。
- 1976年に初めて開催された世界ジュニアフィギュアスケート選手権に出場し、10位。
- 1984年サラエボオリンピックで銅メダルを獲得。
- 1985年、1986年ヨーロッパフィギュアスケート選手権で優勝。
- 1986年に引退し、現在はプロスケーター、コーチとして活動を続けている。

## 主な戦績
| 大会/年      | 1978-79 | 1979-80 | 1980-81 | 1981-82 | 1982-83 | 1983-84 | 1984-85 | 1985-86 |
| ------------ | ------- | ------- | ------- | ------- | ------- | ------- | ------- | ------- |
| オリンピック |         |         |         |         |         | 3       |         |         |
| 世界選手権   | 19      | 16      | 12      | 16      | 6       | 4       | 4       | 6       |
| 欧州選手権   |         | 9       | 5       | 8       | 2       | 4       | 1       | 1       |

## 備考
- 1986年のヨーロッパフィギュアスケート選手権フリースケーティングで4回転トウループを着氷し優勝するが、不完全であったためISUから正式な認定は受けていない。ただ、4回転ジャンプに挑み続けたことからジャンピング・ジョー（jumping Joe）と呼ばれている。